# Mont Tàber
Mont Tàber (katalanisch für „Tàber-Berg“, spanisch: Monte Táber) ist ein Hügel in Barcelonas Altstadtviertel  Barri Gòtic. Sein „Gipfel“ liegt 16,9 Meter über dem Meeresspiegel und ist damit der höchste Punkt der Altstadt. Auf dem Hügel errichteten die Römer vor etwa 2000 Jahren die Siedlung Barcino, aus der sich später die Stadt Barcelona entwickelte. Auf dem höchsten Punkt des Hügels wurde ein Augustus-Tempel erbaut, von dem noch vier Säulen erhalten sind. Das Forum der Siedlung Barcino befand sich direkt neben dem Tempel; an der Stelle, an der sich heute der Palau de la Generalitat befindet. Der „Gipfel“ ist durch einen Mühlstein gekennzeichnet. Dieser liegt, eingelassen in den Fußweg, in der Gasse Carrer Paradís vor dem Eingang zum Centre Excursionista de Catalunya (katalanischer Wanderer- und Bergsteigerverein). 